# Daymond Langkow
Daymond Langkow, född 27 september 1976 i Edmonton, Alberta, är en kanadensisk professionell ishockeyspelare som för närvarande är free agent. Langkow har tidigare spelat för NHL-lagen Tampa Bay Lightning, Philadelphia Flyers, Calgary Flames och Phoenix Coyotes.

## Spelarkarriär
Langkow gjorde sin debut i NHL säsongen 1995–96 för Tampa Bay Lightning. Året efter tog han en ordinarie plats i laguppställningen.
I Lightning spelade Langkow under fyra säsonger. 1998 blev han, tillsammans med Mikael Renberg, bortbytt till Philadelphia Flyers. I utbyte fick Lightning Mike Sillinger och Chris Gratton. I Flyers utmärkte sig Langkow som en allround-spelare, som både producerade poäng och var stabil defensivt.
Efter några år i Flyers blev Langkow 2001 återigen bortbytt, nu till Phoenix Coyotes för ett val i första rundan och ett val i andra rundan i NHL-draften. 2004 ingick han för tredje gången i en bytesaffär; Coyotes fick Oleg Saprykin och Denis Gauthier, medan Langkow skickades till Calgary Flames.
I Flames gjorde Langkow sin bästa säsong poängmässigt, med 77 poäng på 81 matcher säsongen 2006–07. Under samma säsong gjorde han 33 mål, vilket också det är personligt rekord.

## Statistik

### Klubbkarriär
| 1991–92    | Tri-City Americans    | WHL        | 1    | 0   | 0   | 0   | 0   | —  | —  | —  | —  | —  |
| 1992–93    | Tri-City Americans    | WHL        | 65   | 22  | 42  | 64  | 96  | 4  | 1  | 0  | 1  | 4  |
| 1993–94    | Tri-City Americans    | WHL        | 61   | 40  | 43  | 83  | 174 | 4  | 2  | 2  | 4  | 15 |
| 1994–95    | Tri-City Americans    | WHL        | 72   | 67  | 73  | 140 | 142 | 17 | 12 | 15 | 27 | 52 |
| 1995–96    | Tampa Bay Lightning   | NHL        | 4    | 0   | 1   | 1   | 0   | —  | —  | —  | —  | —  |
| 1995–96    | Tri-City Americans    | WHL        | 48   | 30  | 61  | 91  | 103 | 11 | 14 | 13 | 27 | 20 |
| 1996–97    | Adirondack Red Wings  | AHL        | 2    | 1   | 1   | 2   | 0   | —  | —  | —  | —  | —  |
| 1996–97    | Tampa Bay Lightning   | NHL        | 79   | 15  | 13  | 28  | 35  | —  | —  | —  | —  | —  |
| 1997–98    | Tampa Bay Lightning   | NHL        | 68   | 8   | 14  | 22  | 62  | —  | —  | —  | —  | —  |
| 1998–99    | Cleveland Lumberjacks | IHL        | 4    | 1   | 1   | 2   | 18  | —  | —  | —  | —  | —  |
| 1998–99    | Tampa Bay Lightning   | NHL        | 22   | 4   | 6   | 10  | 15  | —  | —  | —  | —  | —  |
| 1998–99    | Philadelphia Flyers   | NHL        | 56   | 10  | 13  | 23  | 24  | 6  | 0  | 2  | 2  | 2  |
| 1999–00    | Philadelphia Flyers   | NHL        | 82   | 18  | 32  | 50  | 56  | 16 | 5  | 5  | 10 | 23 |
| 2000–01    | Philadelphia Flyers   | NHL        | 71   | 13  | 41  | 54  | 50  | 6  | 2  | 4  | 6  | 2  |
| 2001–02    | Phoenix Coyotes       | NHL        | 80   | 27  | 35  | 62  | 36  | 5  | 1  | 0  | 1  | 0  |
| 2002–03    | Phoenix Coyotes       | NHL        | 82   | 20  | 32  | 52  | 56  | —  | —  | —  | —  | —  |
| 2003–04    | Phoenix Coyotes       | NHL        | 81   | 21  | 31  | 52  | 40  | —  | —  | —  | —  | —  |
| 2005–06    | Calgary Flames        | NHL        | 82   | 25  | 34  | 59  | 46  | 7  | 1  | 5  | 6  | 6  |
| 2006–07    | Calgary Flames        | NHL        | 81   | 33  | 44  | 77  | 44  | 6  | 2  | 2  | 4  | 4  |
| 2007–08    | Calgary Flames        | NHL        | 80   | 30  | 35  | 65  | 19  | 7  | 3  | 2  | 5  | 0  |
| 2008–09    | Calgary Flames        | NHL        | 73   | 21  | 28  | 49  | 20  | 6  | 0  | 3  | 3  | 2  |
| 2009–10    | Calgary Flames        | NHL        | 72   | 14  | 23  | 37  | 30  | —  | —  | —  | —  | —  |
| 2010–11    | Calgary Flames        | NHL        | 4    | 0   | 1   | 1   | 0   | —  | —  | —  | —  | —  |
| 2011–12    | Phoenix Coyotes       | NHL        | 73   | 11  | 19  | 30  | 14  | 16 | 1  | 6  | 7  | 4  |
| NHL totalt | NHL totalt            | NHL totalt | 1090 | 270 | 402 | 672 | 547 | 75 | 15 | 29 | 44 | 43 |